# Город-государство

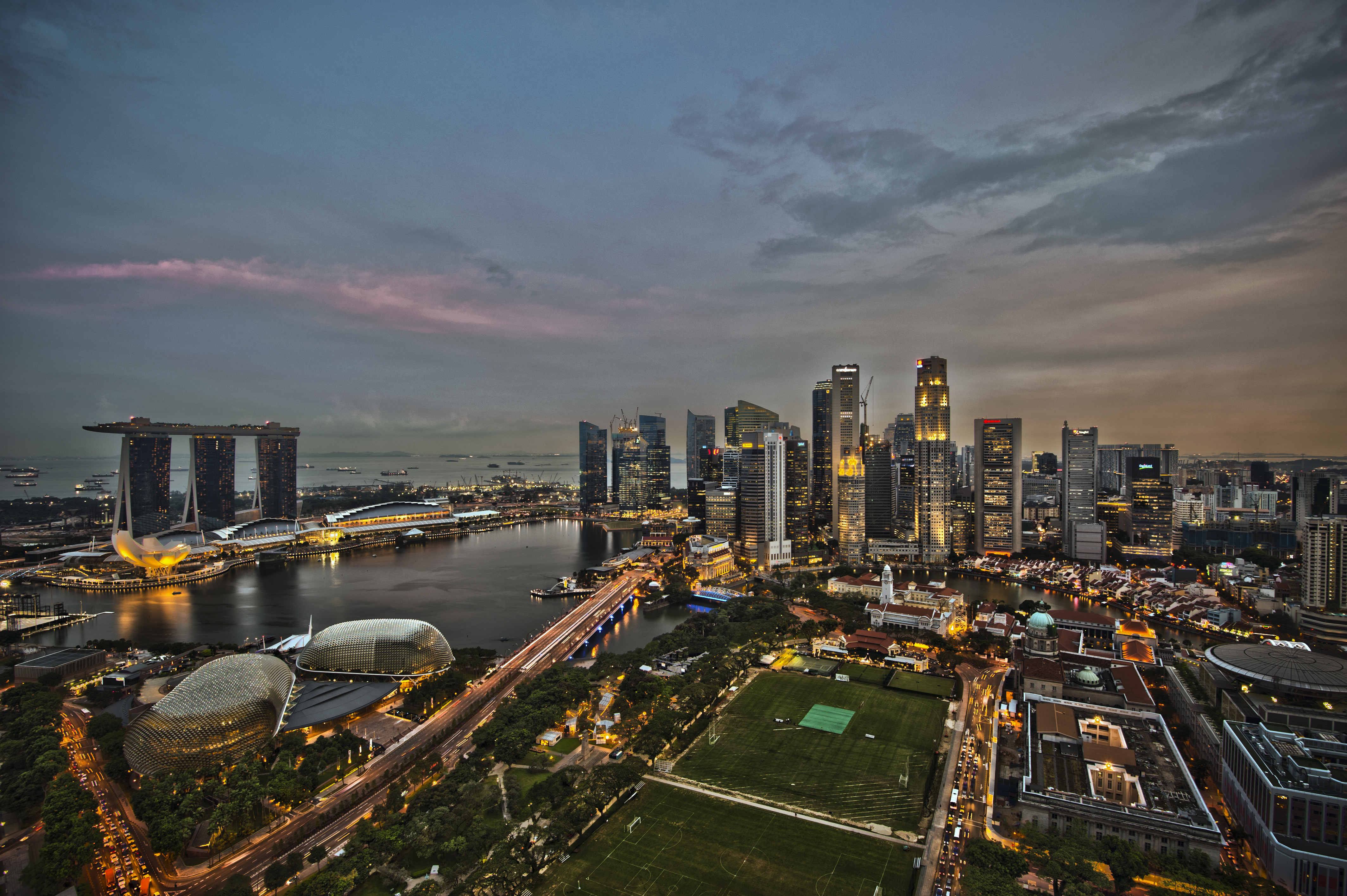
Панорама современного города-государства Сингапур

Го́род-госуда́рство или госуда́рство-го́род — небольшая территория, обычно являющаяся независимым государством, вместе с управляющим городом (как правило, единственным) и его окрестностями.

## История
В истории развития цивилизаций, как естественный процесс выживания, образовывались города-государства, а ранее полисы. Исторически города-государства часто были частью больших культурных областей (краёв, стран, регионов) и разнообразных политических союзов, как например:
- города-государства древней Месопотамии, Финикии или Майя;
- древнегреческие полисы;
- итальянские города-государства в средневековье и в эпоху Возрождения;
- вольные города средневековой Германии (Священной Римской империи);
- города-государства хауса;
- города-государства ацтеков.

Города-государства были обычны в древние времена, например Тирца, город-государство с царём во главе,, Шимрон, ханаанейский город-государство, и другие, и позднее в средневековье. Однако, будучи независимыми, многие такие города присоединялись к формальным или неформальным союзам, возглавляемым наиболее влиятельными членами таких союзов. Иногда союзы или империи (конфедерации и федерации) как правило создавались путём захвата (порабощения) или прямой военной аннексии (например, Микенская цивилизация или Римская республика), в других случаях они создавались как добровольные или полудобровольные альянсы для взаимной защиты (Пелопоннесский, Афинский и Беотийский союзы).
В средневековье города-государства — вольные города и города-коммуны — были особенностью средневековых земель (краёв, стран) Германии, Италии и Руси (России). Многие из германских вольных городов входили в Ганзейский союз, который был существенной силой в течение ряда столетий.

## В современном мире
Сегодня существует всего два города-государства, одно из которых является протекторатом Франции, и одно квазигосударственное образование, иногда именуемое городом-государством.

### Независимые государства

#### Сингапур
Государство, расположенное на островах в Юго-Восточной Азии, отделённых от южной оконечности Малаккского полуострова узким Джохорским проливом. Граничит с султанатом Джохор, входящим в состав Малайзии, и с островами Риау в составе Индонезии.
С 1959 года Сингапур стал самоуправляемым государством в составе Британской империи, Ли Куан Ю исполнял должность премьер-министра после выборов. В 1963 году в результате референдума Сингапур вошёл в Федерацию Малайзия вместе с государствами Малайя, Сабах и Саравак. 7 августа 1965 года в результате конфликта Сингапур вышел из Малайзии и 9 августа 1965 года провозгласил независимость.

#### Монако
Княжество-полуанклав на средиземноморском побережье Франции, карликовое государство, на суше окружённое территорией Франции и ассоциированное с последней, примыкающее к берегу Лигурийского моря. Является одним из самых маленьких и наиболее густонаселённых государств мира.

#### Ватикан
Карликовое государство-анклав (самое маленькое государство в мире) внутри города Рима с теократической формой правления, ассоциированное с Италией. Статус Ватикана в международном праве — вспомогательная суверенная территория Святого Престола, резиденция высшего духовного руководства Римско-католической церкви. Суверенитет Ватикана не является самостоятельным (национальным), а проистекает из суверенитета Святого Престола. Иными словами, его источник — не население Ватикана, а именно папский престол.
В современном виде возник 11 февраля 1929 года на основании заключённых правительством Муссолини Латеранских соглашений.

### Частично автономные

#### Гибралтар
Заморская территория Великобритании, оспариваемая Испанией, на юге Пиренейского полуострова, включающая Гибралтарскую скалу и песчаный перешеек, соединяющий скалу с Пиренейским полуостровом.

#### Гонконг
Специальный административный район Китайской Народной Республики, один из ведущих финансовых центров Азии и мира. Расположен на Коулунском полуострове, с запада, юга и востока омываемом Южно-Китайским морем, а также на более чем 260 островах, наиболее крупными среди которых являются Гонконг (местоположение органов верховной власти и финансового центра территории), Лантау и Ламма.

#### Макао
Специальный административный район Китайской Народной Республики. Бывшая португальская колония. Был образован 20 декабря 1999 года в результате ликвидации португальской колонии Макао и стал одним из двух специальных административных районов КНР.

#### Мелилья
Испанский город и порт на средиземноморском побережье Африки. Имеет статус автономного города Испании.

#### Сеута
Небольшой полуанклав Испании на северном побережье Африки, прямо напротив Гибралтара.